# 藤山美典

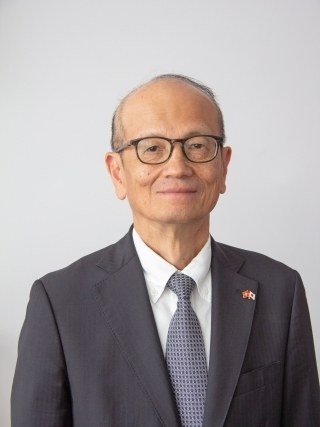
在スイス日本国大使館ウェブページより（令和6年1月）

藤山 美典（ふじやま よしのり、1960年〈昭和35年〉10月21日 -）は、日本の外交官。

## 人物
和歌山県出身。1984年3月に京都大学法学部卒業後、外務省入省。在ドイツ大使館公使、衆議院参事 国際部長、駐ウズベキスタン特命全権大使等を経て、2022年10月より駐スイス兼リヒテンシュタイン特命全権大使を務める。

## 略歴
- 1984年4月　外務省入省
- 2000年9月　内閣法制局第三部 参事官
- 2003年8月　外務省北米局日米安全保障条約課長
- 2005年1月　在大韓民国日本国大使館 参事官
- 2007年7月　在ドイツ日本国大使館 参事官
- 2009年1月　在ドイツ日本国大使館 公使
- 2010年7月　アジア大洋州局地域政策課長
- 2012年1月　内閣官房内閣参事官（内閣官房副長官補付）
- 2014年8月　在ドイツ日本国大使館 公使
- 2017年9月　衆議院参事 国際部長
- 2019年7月　駐ウズベキスタン特命全権大使
- 2022年10月　駐スイス兼リヒテンシュタイン特命全権大使

## 同期
- 有吉勝秀（23年コスタリカ大使・20年エルサルバドル大使）
- 礒正人（22年クロアチア大使・18年デュッセルドルフ総領事）
- 伊藤康一（24年ギリシャ大使・20年ニュージーランド大使）
- 伊藤直樹（24年ベトナム大使・19年バングラデシュ大使・17年シカゴ総領事）
- 今村朗（23年セルビア大使・20年ジョージア大使・23年セルビア大使）
- 岩井文男（20年サウジアラビア大使・15年イラク大使）
- 大森茂（17年セネガル大使・15年法務省名古屋入国管理局長）
- 岡田隆（20年アフガニスタン大使）
- 岡庭健（24年アラブ首長国連邦大使・21年ケニア大使）
- 菊田豊（21年ネパール大使・18年ナイジェリア大使）
- 下川眞樹太（22年フランス、アンドラ大使・19年ベルギー大使・17年大臣官房長・16年国際文化交流審議官）
- 杉山明（24年ノルウェー大使・21年特命全権大使（国際テロ対策・組織犯罪対策協力担当）・18年スリランカ大使・17年儀典長・15年内閣審議官・13年山形県警察本部長）
- 鈴木哲（19年インド大使・17年総合外交政策局長・16年国際情報統括官）
- 竹若敬三（21年北極担当大使・19年ラオス大使）
- 千葉明（22年バチカン大使、19年ASEAN大使・16年ロサンゼルス総領事）
- 梨田和也（19年タイ大使・17年国際協力局長）
- 藤原直（21年エディンバラ総領事）
- 正木靖（23年インドネシア大使・20年EU大使・17年欧州局長）
- 森下敬一郎（21年エクアドル大使・17年コロンビア大使）
- 山上信吾（20年オーストラリア大使・18年経済局長・17年国際情報統括官）
- 山田洋一郎（22年モルドバ大使・20年立命館アジア太平洋大学アジア太平洋学部教授（出向）・17年シアトル総領事）
- 山野内勘二（22年カナダ大使・18年ニューヨーク総領事・16年経済局長）